# Rupert Hollaus
Rupert Hollaus (Traisen, Austria, 4 de septiembre de 1931 - Monza, Italia, 11 de septiembre de 1954) fue un piloto de motociclismo austriaco que compitió para el equipo de fábrica de NSU. Es el único austríaco en ganar un Campeonato Mundial en cualquier categoría.

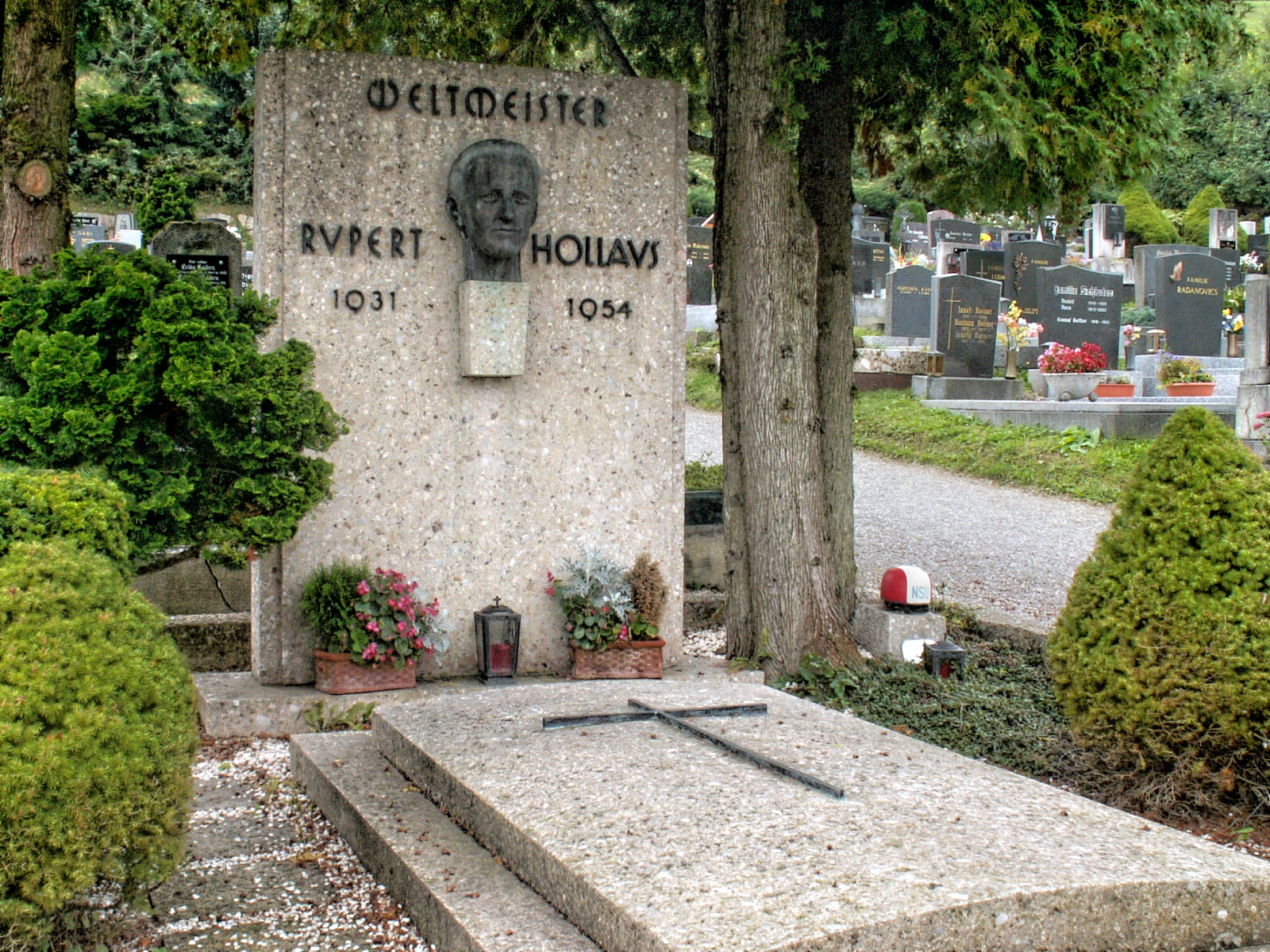
Tumba de R.Hollaus en Traisen

Hollaus comenzó su carrera en la temporada 1952. En la temporada 1954, dominó la clase de 125cc al ganar los primeros cuatro grandes premios de la temporada. Su victoria en el TT de la Isla de Man de 1954 fue notable porque fue uno de los únicos siete pilotos en haber ganado una carrera de la Isla de Man TT en su primer intento. Debido a la longitud del circuito 37.7 millas, por lo general lleva a los competidores dos o tres intentos antes de aprender sus matices. Más tarde ese mismo año, murió en las prácticas libres para el Gran Premio de Italia en Monza. Hollaus se convirtió en el primer Campeón del Mundo póstumo en 1954, en la categoría de 125cc y fue subcampeón de su compañero de equipo, Werner Haas, en la categoría de 250cc.

## Resultados en el Campeonato del Mundo
| Posición | 1 | 2 | 3 | 4 | 5 | 6 |
| Puntos   | 8 | 6 | 4 | 3 | 2 | 1 |

(carreras en cursiva indica vuelta rápida)
| Año  | Clase | Equipo     | 1     | 2     | 3     | 4     | 5      | 6      | 7       | 8     | Pts. | Pos. | Victorias |
| ---- | ----- | ---------- | ----- | ----- | ----- | ----- | ------ | ------ | ------- | ----- | ---- | ---- | --------- |
| 1952 | 250cc | Moto Guzzi | SUI - | IOM - | NED - | GER 9 | ULS -  | NAT 17 |         |       | 0    | —    | 0         |
| 1953 | 125cc | NSU        | IOM - | NED - | GER 8 | ULS - |        | NAT 10 | ESP 3   |       | 4    | 9.º  | 0         |
| 1953 | 250cc | Moto Guzzi | IOM - | NED - | GER 6 | ULS - | SUI 13 | NAT 12 | ESP -   |       | 1    | 15.º | 0         |
| 1954 | 125cc | NSU        |       | IOM 1 | ULS 1 | NED 1 | GER 1  |        | NAT (†) | ESP - | 32   | 1.º  | 4         |
| 1954 | 250cc | NSU        | FRA 3 | IOM 2 | ULS - | NED 2 | GER 2  | SUI 1  | NAT -   |       | 26   | 2.º  | 1         |